# Eleições presidenciais portuguesas de 2001 no distrito de Viseu
| Eleições presidenciais portuguesas de 2001 Distritos: Aveiro \| Beja \| Braga \| Bragança \| Castelo Branco \| Coimbra \| Évora \| Faro \| Guarda \| Leiria \| Lisboa \| Portalegre \| Porto \| Santarém \| Setúbal \| Viana do Castelo \| Vila Real \| Viseu \| Açores \| Madeira \| Estrangeiro |

## Resultados por Concelho
Os resultados nos concelhos do Distrito de Viseu foram os seguintes:

### Armamar
| Candidato               | Candidato                  | Votos | %               |
| ----------------------- | -------------------------- | ----- | --------------- |
|                         | Joaquim Ferreira do Amaral | 1 552 | 50,57 / 100,00  |
|                         | Jorge Sampaio              | 1 317 | 42,91 / 100,00  |
|                         | António Abreu              | 88    | 2,87 / 100,00   |
|                         | Fernando Rosas             | 69    | 2,25 / 100,00   |
|                         | António Garcia Pereira     | 43    | 1,40 / 100,00   |
| Votos Inválidos         | Votos Inválidos            | 79    | 2,51 / 100,00   |
| Total                   | Total                      | 3 148 | 100,00 / 100,00 |
| Eleitorado/Participação | Eleitorado/Participação    | 7 050 | 44,65 / 100,00  |

### Carregal do Sal
| Candidato               | Candidato                  | Votos | %               |
| ----------------------- | -------------------------- | ----- | --------------- |
|                         | Joaquim Ferreira do Amaral | 1 995 | 47,75 / 100,00  |
|                         | Jorge Sampaio              | 1 990 | 47,63 / 100,00  |
|                         | Fernando Rosas             | 82    | 1,96 / 100,00   |
|                         | António Abreu              | 67    | 1,60 / 100,00   |
|                         | António Garcia Pereira     | 44    | 1,05 / 100,00   |
| Votos Inválidos         | Votos Inválidos            | 119   | 2,77 / 100,00   |
| Total                   | Total                      | 4 297 | 100,00 / 100,00 |
| Eleitorado/Participação | Eleitorado/Participação    | 9 417 | 45,63 / 100,00  |

### Castro Daire
| Candidato               | Candidato                  | Votos  | %               |
| ----------------------- | -------------------------- | ------ | --------------- |
|                         | Joaquim Ferreira do Amaral | 3 408  | 48,57 / 100,00  |
|                         | Jorge Sampaio              | 3 227  | 45,99 / 100,00  |
|                         | Fernando Rosas             | 184    | 2,62 / 100,00   |
|                         | António Abreu              | 103    | 1,47 / 100,00   |
|                         | António Garcia Pereira     | 94     | 1,34 / 100,00   |
| Votos Inválidos         | Votos Inválidos            | 147    | 2,06 / 100,00   |
| Total                   | Total                      | 7 163  | 100,00 / 100,00 |
| Eleitorado/Participação | Eleitorado/Participação    | 15 637 | 45,81 / 100,00  |

### Cinfães
| Candidato               | Candidato                  | Votos  | %               |
| ----------------------- | -------------------------- | ------ | --------------- |
|                         | Jorge Sampaio              | 4 380  | 56,39 / 100,00  |
|                         | Joaquim Ferreira do Amaral | 2 985  | 38,43 / 100,00  |
|                         | Fernando Rosas             | 196    | 2,52 / 100,00   |
|                         | António Abreu              | 106    | 1,36 / 100,00   |
|                         | António Garcia Pereira     | 100    | 1,29 / 100,00   |
| Votos Inválidos         | Votos Inválidos            | 179    | 2,25 / 100,00   |
| Total                   | Total                      | 7 946  | 100,00 / 100,00 |
| Eleitorado/Participação | Eleitorado/Participação    | 19 417 | 40,92 / 100,00  |

### Lamego
| Candidato               | Candidato                  | Votos  | %               |
| ----------------------- | -------------------------- | ------ | --------------- |
|                         | Jorge Sampaio              | 6 394  | 52,71 / 100,00  |
|                         | Joaquim Ferreira do Amaral | 5 012  | 41,32 / 100,00  |
|                         | Fernando Rosas             | 321    | 2,65 / 100,00   |
|                         | António Abreu              | 282    | 2,32 / 100,00   |
|                         | António Garcia Pereira     | 122    | 1,01 / 100,00   |
| Votos Inválidos         | Votos Inválidos            | 262    | 2,11 / 100,00   |
| Total                   | Total                      | 12 393 | 100,00 / 100,00 |
| Eleitorado/Participação | Eleitorado/Participação    | 25 250 | 49,08 / 100,00  |

### Mangualde
| Candidato               | Candidato                  | Votos  | %               |
| ----------------------- | -------------------------- | ------ | --------------- |
|                         | Jorge Sampaio              | 4 085  | 49,73 / 100,00  |
|                         | Joaquim Ferreira do Amaral | 3 668  | 44,66 / 100,00  |
|                         | Fernando Rosas             | 194    | 2,36 / 100,00   |
|                         | António Abreu              | 181    | 2,20 / 100,00   |
|                         | António Garcia Pereira     | 86     | 1,05 / 100,00   |
| Votos Inválidos         | Votos Inválidos            | 213    | 2,53 / 100,00   |
| Total                   | Total                      | 8 427  | 100,00 / 100,00 |
| Eleitorado/Participação | Eleitorado/Participação    | 18 828 | 44,76 / 100,00  |

### Moimenta da Beira
| Candidato               | Candidato                  | Votos  | %               |
| ----------------------- | -------------------------- | ------ | --------------- |
|                         | Jorge Sampaio              | 2 272  | 49,72 / 100,00  |
|                         | Joaquim Ferreira do Amaral | 2 056  | 44,99 / 100,00  |
|                         | António Abreu              | 92     | 2,01 / 100,00   |
|                         | Fernando Rosas             | 89     | 1,95 / 100,00   |
|                         | António Garcia Pereira     | 61     | 1,33 / 100,00   |
| Votos Inválidos         | Votos Inválidos            | 92     | 1,97 / 100,00   |
| Total                   | Total                      | 4 662  | 100,00 / 100,00 |
| Eleitorado/Participação | Eleitorado/Participação    | 10 637 | 43,83 / 100,00  |

### Mórtagua
| Candidato               | Candidato                  | Votos | %               |
| ----------------------- | -------------------------- | ----- | --------------- |
|                         | Jorge Sampaio              | 2 121 | 51,08 / 100,00  |
|                         | Joaquim Ferreira do Amaral | 1 806 | 43,50 / 100,00  |
|                         | Fernando Rosas             | 110   | 2,65 / 100,00   |
|                         | António Abreu              | 70    | 1,69 / 100,00   |
|                         | António Garcia Pereira     | 45    | 1,08 / 100,00   |
| Votos Inválidos         | Votos Inválidos            | 139   | 3,24 / 100,00   |
| Total                   | Total                      | 4 291 | 100,00 / 100,00 |
| Eleitorado/Participação | Eleitorado/Participação    | 9 451 | 45,40 / 100,00  |

### Nelas
| Candidato               | Candidato                  | Votos | %               |
| ----------------------- | -------------------------- | ----- | --------------- |
|                         | Jorge Sampaio              | 2 352 | 53,19 / 100,00  |
|                         | Joaquim Ferreira do Amaral | 1 850 | 41,84 / 100,00  |
|                         | Fernando Rosas             | 100   | 2,26 / 100,00   |
|                         | António Garcia Pereira     | 63    | 1,42 / 100,00   |
|                         | António Abreu              | 57    | 1,29 / 100,00   |
| Votos Inválidos         | Votos Inválidos            | 163   | 3,55 / 100,00   |
| Total                   | Total                      | 4 585 | 100,00 / 100,00 |
| Eleitorado/Participação | Eleitorado/Participação    | 9 573 | 47,90 / 100,00  |

### Oliveira de Frades
| Candidato               | Candidato                  | Votos | %               |
| ----------------------- | -------------------------- | ----- | --------------- |
|                         | Joaquim Ferreira do Amaral | 2 362 | 51,76 / 100,00  |
|                         | Jorge Sampaio              | 1 954 | 42,82 / 100,00  |
|                         | Fernando Rosas             | 105   | 2,30 / 100,00   |
|                         | António Abreu              | 75    | 1,64 / 100,00   |
|                         | António Garcia Pereira     | 67    | 1,47 / 100,00   |
| Votos Inválidos         | Votos Inválidos            | 165   | 3,49 / 100,00   |
| Total                   | Total                      | 4 728 | 100,00 / 100,00 |
| Eleitorado/Participação | Eleitorado/Participação    | 8 695 | 54,38 / 100,00  |

### Penalva do Castelo
| Candidato               | Candidato                  | Votos | %               |
| ----------------------- | -------------------------- | ----- | --------------- |
|                         | Jorge Sampaio              | 1 771 | 48,34 / 100,00  |
|                         | Joaquim Ferreira do Amaral | 1 667 | 45,50 / 100,00  |
|                         | Fernando Rosas             | 109   | 2,97 / 100,00   |
|                         | António Abreu              | 64    | 1,75 / 100,00   |
|                         | António Garcia Pereira     | 53    | 1,45 / 100,00   |
| Votos Inválidos         | Votos Inválidos            | 106   | 2,81 / 100,00   |
| Total                   | Total                      | 3 770 | 100,00 / 100,00 |
| Eleitorado/Participação | Eleitorado/Participação    | 8 408 | 44,84 / 100,00  |

### Penedono
| Candidato               | Candidato                  | Votos | %               |
| ----------------------- | -------------------------- | ----- | --------------- |
|                         | Jorge Sampaio              | 756   | 51,32 / 100,00  |
|                         | Joaquim Ferreira do Amaral | 612   | 41,55 / 100,00  |
|                         | António Abreu              | 42    | 2,85 / 100,00   |
|                         | Fernando Rosas             | 38    | 2,58 / 100,00   |
|                         | António Garcia Pereira     | 25    | 1,70 / 100,00   |
| Votos Inválidos         | Votos Inválidos            | 39    | 2,58 / 100,00   |
| Total                   | Total                      | 1 512 | 100,00 / 100,00 |
| Eleitorado/Participação | Eleitorado/Participação    | 3 278 | 46,13 / 100,00  |

### Resende
| Candidato               | Candidato                  | Votos  | %               |
| ----------------------- | -------------------------- | ------ | --------------- |
|                         | Jorge Sampaio              | 3 037  | 54,70 / 100,00  |
|                         | Joaquim Ferreira do Amaral | 2 215  | 39,90 / 100,00  |
|                         | Fernando Rosas             | 146    | 2,63 / 100,00   |
|                         | António Abreu              | 80     | 1,44 / 100,00   |
|                         | António Garcia Pereira     | 74     | 1,33 / 100,00   |
| Votos Inválidos         | Votos Inválidos            | 120    | 2,11 / 100,00   |
| Total                   | Total                      | 5 672  | 100,00 / 100,00 |
| Eleitorado/Participação | Eleitorado/Participação    | 11 569 | 49,03 / 100,00  |

### Santa Comba Dão
| Candidato               | Candidato                  | Votos  | %               |
| ----------------------- | -------------------------- | ------ | --------------- |
|                         | Jorge Sampaio              | 2 621  | 47,67 / 100,00  |
|                         | Joaquim Ferreira do Amaral | 2 595  | 47,20 / 100,00  |
|                         | Fernando Rosas             | 146    | 2,66 / 100,00   |
|                         | António Abreu              | 70     | 1,27 / 100,00   |
|                         | António Garcia Pereira     | 66     | 1,20 / 100,00   |
| Votos Inválidos         | Votos Inválidos            | 177    | 3,12 / 100,00   |
| Total                   | Total                      | 5 675  | 100,00 / 100,00 |
| Eleitorado/Participação | Eleitorado/Participação    | 11 230 | 50,53 / 100,00  |

### São João da Pesqueira
| Candidato               | Candidato                  | Votos | %               |
| ----------------------- | -------------------------- | ----- | --------------- |
|                         | Jorge Sampaio              | 1 708 | 52,60 / 100,00  |
|                         | Joaquim Ferreira do Amaral | 1 327 | 40,87 / 100,00  |
|                         | António Abreu              | 86    | 2,65 / 100,00   |
|                         | Fernando Rosas             | 77    | 2,37 / 100,00   |
|                         | António Garcia Pereira     | 49    | 1,51 / 100,00   |
| Votos Inválidos         | Votos Inválidos            | 71    | 2,14 / 100,00   |
| Total                   | Total                      | 3 318 | 100,00 / 100,00 |
| Eleitorado/Participação | Eleitorado/Participação    | 7 787 | 42,61 / 100,00  |

### São Pedro do Sul
| Candidato               | Candidato                  | Votos  | %               |
| ----------------------- | -------------------------- | ------ | --------------- |
|                         | Jorge Sampaio              | 4 529  | 52,62 / 100,00  |
|                         | Joaquim Ferreira do Amaral | 3 515  | 40,84 / 100,00  |
|                         | António Abreu              | 249    | 2,89 / 100,00   |
|                         | Fernando Rosas             | 186    | 2,16 / 100,00   |
|                         | António Garcia Pereira     | 128    | 1,49 / 100,00   |
| Votos Inválidos         | Votos Inválidos            | 205    | 2,33 / 100,00   |
| Total                   | Total                      | 8 812  | 100,00 / 100,00 |
| Eleitorado/Participação | Eleitorado/Participação    | 16 956 | 51,97 / 100,00  |

### Sátão
| Candidato               | Candidato                  | Votos  | %               |
| ----------------------- | -------------------------- | ------ | --------------- |
|                         | Joaquim Ferreira do Amaral | 2 903  | 52,33 / 100,00  |
|                         | Jorge Sampaio              | 2 360  | 42,55 / 100,00  |
|                         | Fernando Rosas             | 124    | 2,24 / 100,00   |
|                         | António Abreu              | 85     | 1,53 / 100,00   |
|                         | António Garcia Pereira     | 75     | 1,35 / 100,00   |
| Votos Inválidos         | Votos Inválidos            | 139    | 2,45 / 100,00   |
| Total                   | Total                      | 5 686  | 100,00 / 100,00 |
| Eleitorado/Participação | Eleitorado/Participação    | 11 699 | 48,60 / 100,00  |

### Sernancelhe
| Candidato               | Candidato                  | Votos | %               |
| ----------------------- | -------------------------- | ----- | --------------- |
|                         | Joaquim Ferreira do Amaral | 1 425 | 48,70 / 100,00  |
|                         | Jorge Sampaio              | 1 361 | 46,51 / 100,00  |
|                         | Fernando Rosas             | 61    | 2,08 / 100,00   |
|                         | António Abreu              | 46    | 1,57 / 100,00   |
|                         | António Garcia Pereira     | 33    | 1,13 / 100,00   |
| Votos Inválidos         | Votos Inválidos            | 68    | 2,27 / 100,00   |
| Total                   | Total                      | 2 994 | 100,00 / 100,00 |
| Eleitorado/Participação | Eleitorado/Participação    | 6 192 | 48,35 / 100,00  |

### Tabuaço
| Candidato               | Candidato                  | Votos | %               |
| ----------------------- | -------------------------- | ----- | --------------- |
|                         | Joaquim Ferreira do Amaral | 1 453 | 47,80 / 100,00  |
|                         | Jorge Sampaio              | 1 429 | 47,01 / 100,00  |
|                         | Fernando Rosas             | 60    | 1,97 / 100,00   |
|                         | António Garcia Pereira     | 57    | 1,88 / 100,00   |
|                         | António Abreu              | 41    | 1,35 / 100,00   |
| Votos Inválidos         | Votos Inválidos            | 67    | 2,16 / 100,00   |
| Total                   | Total                      | 3 107 | 100,00 / 100,00 |
| Eleitorado/Participação | Eleitorado/Participação    | 6 442 | 48,23 / 100,00  |

### Tarouca
| Candidato               | Candidato                  | Votos | %               |
| ----------------------- | -------------------------- | ----- | --------------- |
|                         | Jorge Sampaio              | 1 589 | 50,43 / 100,00  |
|                         | Joaquim Ferreira do Amaral | 1 350 | 42,84 / 100,00  |
|                         | Fernando Rosas             | 98    | 3,11 / 100,00   |
|                         | António Abreu              | 76    | 2,41 / 100,00   |
|                         | António Garcia Pereira     | 38    | 1,21 / 100,00   |
| Votos Inválidos         | Votos Inválidos            | 70    | 2,17 / 100,00   |
| Total                   | Total                      | 3 221 | 100,00 / 100,00 |
| Eleitorado/Participação | Eleitorado/Participação    | 7 246 | 44,45 / 100,00  |

### Tondela
| Candidato               | Candidato                  | Votos  | %               |
| ----------------------- | -------------------------- | ------ | --------------- |
|                         | Joaquim Ferreira do Amaral | 7 441  | 51,67 / 100,00  |
|                         | Jorge Sampaio              | 6 258  | 43,46 / 100,00  |
|                         | Fernando Rosas             | 294    | 2,04 / 100,00   |
|                         | António Abreu              | 232    | 1,61 / 100,00   |
|                         | António Garcia Pereira     | 176    | 1,22 / 100,00   |
| Votos Inválidos         | Votos Inválidos            | 490    | 3,29 / 100,00   |
| Total                   | Total                      | 14 891 | 100,00 / 100,00 |
| Eleitorado/Participação | Eleitorado/Participação    | 28 622 | 52,03 / 100,00  |

### Vila Nova de Paiva
| Candidato               | Candidato                  | Votos | %               |
| ----------------------- | -------------------------- | ----- | --------------- |
|                         | Joaquim Ferreira do Amaral | 1 182 | 49,21 / 100,00  |
|                         | Jorge Sampaio              | 1 076 | 44,80 / 100,00  |
|                         | Fernando Rosas             | 62    | 2,58 / 100,00   |
|                         | António Garcia Pereira     | 45    | 1,87 / 100,00   |
|                         | António Abreu              | 37    | 1,54 / 100,00   |
| Votos Inválidos         | Votos Inválidos            | 70    | 2,83 / 100,00   |
| Total                   | Total                      | 2 472 | 100,00 / 100,00 |
| Eleitorado/Participação | Eleitorado/Participação    | 5 477 | 45,13 / 100,00  |

### Viseu
| Candidato               | Candidato                  | Votos  | %               |
| ----------------------- | -------------------------- | ------ | --------------- |
|                         | Jorge Sampaio              | 18 781 | 48,68 / 100,00  |
|                         | Joaquim Ferreira do Amaral | 17 442 | 45,21 / 100,00  |
|                         | Fernando Rosas             | 1 113  | 2,89 / 100,00   |
|                         | António Abreu              | 678    | 1,76 / 100,00   |
|                         | António Garcia Pereira     | 563    | 1,46 / 100,00   |
| Votos Inválidos         | Votos Inválidos            | 1 163  | 2,92 / 100,00   |
| Total                   | Total                      | 39 740 | 100,00 / 100,00 |
| Eleitorado/Participação | Eleitorado/Participação    | 79 572 | 49,94 / 100,00  |

### Vouzela
| Candidato               | Candidato                  | Votos  | %               |
| ----------------------- | -------------------------- | ------ | --------------- |
|                         | Joaquim Ferreira do Amaral | 2 595  | 52,14 / 100,00  |
|                         | Jorge Sampaio              | 2 110  | 42,40 / 100,00  |
|                         | Fernando Rosas             | 133    | 2,67 / 100,00   |
|                         | António Abreu              | 85     | 1,71 / 100,00   |
|                         | António Garcia Pereira     | 54     | 1,08 / 100,00   |
| Votos Inválidos         | Votos Inválidos            | 140    | 2,73 / 100,00   |
| Total                   | Total                      | 5 117  | 100,00 / 100,00 |
| Eleitorado/Participação | Eleitorado/Participação    | 10 604 | 48,26 / 100,00  |